# Sverrir Ingi Ingason
Sverrir Ingi Ingason (Kópavogur, Islandia, 5 de agosto de 1993) es un futbolista islandés que juega como defensa en el Panathinaikos F. C. de la Superliga de Grecia.

## Selección nacional
Hizo su debut con la selección de fútbol de Islandia el 21 de enero de 2014 en un partido amistoso contra Suecia, que finalizó con victoria sueca por 0-2 tras los goles de Robin Quaison y Guillermo Molins. Además, llegó a disputar dos partidos de la Eurocopa 2016, ayudando a la selección a alcanzar los cuartos de final, donde quedaron eliminados de la competición.
Fue incluido en la lista de 23 jugadores que representaron a Islandia en la Copa del Mundo de 2018.

### Participaciones en Copas del Mundo
| ¡Mundial                       | Sede  | Resultado      | Partidos | Goles |
| ------------------------------ | ----- | -------------- | -------- | ----- |
| Copa Mundial de Fútbol de 2018 | Rusia | Fase de grupos | 2        | 0     |

### Participaciones en Eurocopas
| Copa          | Sede    | Resultado        | Partidos | Goles |
| ------------- | ------- | ---------------- | -------- | ----- |
| Eurocopa 2016 | Francia | Cuartos de final | 2        | 0     |

## Clubes
| Club                   | País      | Año       | Partidos | Goles |
| ---------------------- | --------- | --------- | -------- | ----- |
| Breiðablik UBK         | Islandia  | 2011-2013 | 77       | 7     |
| → Augnablik (cedido)   | Islandia  | 2011      | 4        | 1     |
| Viking FK              | Noruega   | 2014      | 34       | 4     |
| K. S. C. Lokeren       | Bélgica   | 2015-2016 | 70       | 1     |
| Granada C. F.          | España    | 2017      | 17       | 1     |
| F. C. Rostov           | Rusia     | 2017-2019 | 49       | 5     |
| PAOK de Salónica F. C. | Grecia    | 2019-2023 | 112      | 12    |
| F. C. Midtjylland      | Dinamarca | 2023-2024 |          |       |
| Panathinaikos F. C.    | Grecia    | 2024-     |          |       |

## Palmarés

### Títulos nacionales
| Título                 | Club                   | País      | Año  |
| ---------------------- | ---------------------- | --------- | ---- |
| Deildabikar            | Breiðablik UBK         | Islandia  | 2013 |
| Superliga de Grecia    | PAOK de Salónica F. C. | Grecia    | 2019 |
| Copa de Grecia         | PAOK de Salónica F. C. | Grecia    | 2019 |
| Copa de Grecia         | PAOK de Salónica F. C. | Grecia    | 2021 |
| Superliga de Dinamarca | F. C. Midtjylland      | Dinamarca | 2024 |